# رولاند غرينفيلد
رولاند غرينفيلد هو سياسي أمريكي، ولد في 19 يونيو 1919 في فيلادلفيا في الولايات المتحدة، وتوفي في 22 أغسطس 1997 في فينتنور في الولايات المتحدة. نشط حزبياً في الحزب الديمقراطي. وقد انتخب عضو مجلس نواب بنسيلفانيا ‏.